# Sierra de las Nieves (comarca)
La Sierra de las Nieves es una de las nueve comarcas de la provincia de Málaga, en la comunidad autónoma de Andalucía.
Según la división comarcal de la Diputación de Málaga, la comarca de la Sierra de las Nieves limita al este con el la comarca del Valle del Guadalhorce; al sur, con la comarca de la Costa del Sol Occidental; al oeste, con la comarca de la Serranía de Ronda; y al norte, con la comarca de Guadalteba.
En el año 2008 Sierra de las Nieves obtuvo la distinción EDEN, que otorga la Comisión Europea, a uno de los veinte «Mejores destinos de turismo y el patrimonio intangible local».

## Geografía
Los municipios que forman la comarca son: Alozaina, Casarabonela, El Burgo, Guaro, Istán, Monda, Ojén,  Tolox y Yunquera. 
| Escudo               | Nombre               | Población (2022) | Superficie (km²) | Densidad (hab./km²) |
| -------------------- | -------------------- | ---------------- | ---------------- | ------------------- |
|                      | Ojén                 | 2.218            | 85,6             | 49,3                |
|                      | Monda                | 3.844            | 57,65            | 49,3                |
|                      | Yunquera             | 2.841            | 55,15            | 51,5                |
|                      | Casarabonela         | 2.524            | 113,72           | 22,2                |
|                      | Tolox                | 2.309            | 94,43            | 24,5                |
|                      | Guaro                | 2.302            | 22,39            | 102,8               |
|                      | Alozaina             | 2.089            | 33,85            | 61,7                |
|                      | El Burgo             | 1.791            | 118,35           | 15,1                |
|                      | Istán                | 1.587            | 99,33            | 16                  |
| Sierra de las Nieves | Sierra de las Nieves | 22.505           | 680,47           | 33,07               |

La comarca se encuentra situada en el sistema montañoso conocido como Serranía de Ronda, ocupando un territorio compuesto por sierras y pequeños valles, donde domina la Sierra de las Nieves, con 1919 metros de altitud. Esta sierra, junto con su entorno inmediato, fue declarada parque natural en 1989 por su riqueza ecológica. En el parque abunda el quejigo y el pinsapo, así como la encina y el alcornoque en las partes más bajas, donde coexisten con algarrobos y castaños. De la fauna destacan el gato montés, el águila real y la nutria, que tiene su hábitat en el río Verde.
En 1995 la UNESCO declaró la zona Reserva de la Biosfera.

## Transporte público
En la actualidad, ninguno de los municipios de la comarca está integrado formalmente en el Consorcio de Transporte Metropolitano del Área de Málaga, aunque las siguientes líneas de autobuses interurbanos operan en su territorio:
| Línea | Trayecto                           | Recorrido y Horarios | Plano |
| ----- | ---------------------------------- | -------------------- | ----- |
| M-330 | Málaga-Zalea-El Burgo              | Recorrido y Horarios | Plano |
| M-333 | Málaga-Zalea-Casarabonela-Alozaina | Recorrido y Horarios | Plano |